# Козаковиці-Дольні
Козаковиці-Дольні (пол. Kozakowice Dolne) — село в Польщі, у гміні Голешув Цешинського повіту Сілезького воєводства.
Населення — 259 осіб (2011).
У 1975-1998 роках село належало до Бельського воєводства.

## Демографія
Демографічна структура станом на 31 березня 2011 року:
|          | Загалом | Допрацездатний вік | Працездатний вік | Постпрацездатний вік |
| -------- | ------- | ------------------ | ---------------- | -------------------- |
| Чоловіки | 124     | 25                 | 87               | 12                   |
| Жінки    | 135     | 27                 | 77               | 31                   |
| Разом    | 259     | 52                 | 164              | 43                   |